# Оржешко, Викентий Флорентинович
Вике́нтий Флоренти́нович Орже́шко (9 июня 1876 или 9 июля 1876, Томск — не ранее 1918) — архитектор, художник, преподаватель Томского технологического института (ТПУ) в 1905—1914 гг.

## Биография

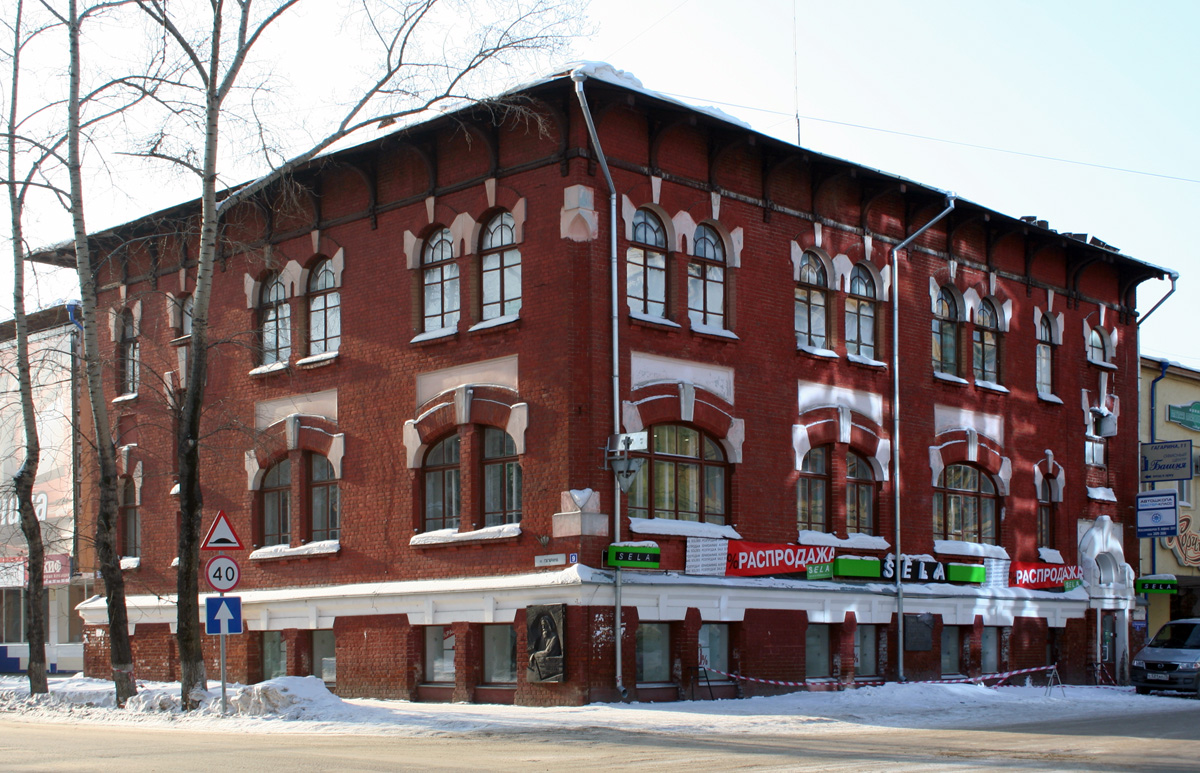
Здание типографии «Сибирского товарищества печатного дела»

Родился в семье польского дворянина, ссыльного участника польского восстания 1863 года, врача Флорентина Оржешко (второй брак) и дочери томского врача Люции Поцолуевской. Последний ребёнок в семье. Католик, крещён в Томском костёле двойным именем Викентий-Пётр.
Учился в Алексеевском реальном училище в Томске. Брал уроки рисования у известного художника Александра Мако. Под его влиянием, а также уроков преподававшего в реальном училище выпускника Академии художеств Павла Кошарова, Викентий Оржешко серьёзно увлёкся рисованием. По окончании реального училища в 1895 году поступил в Высшее художественное училище Императорской Академии художеств в Петербурге на архитектурное отделение (мастерская профессора Л. Н. Бенуа). Получил звание художника-архитектора за проект: «Синодальное подворье в столице». В 1902 году, окончив обучение, возвратился в Томск, где занялся частной практикой.
С 1905 года по 1914 год преподавал в технологическом институте. В 1907 году был направлен в творческую командировку, посетил Италию, Германию, Францию.
Занимая различные должности, работал в Томске как архитектор. Состоял членом комитета по благоустройству Томска, был гласным городской Думы, один из организаторов Томского общества любителей художеств (ТОЛХ).
В 1914 году, накануне начала Первой мировой войны, «выехал на службу» в Могилёв, где его следы теряются.

## Работы в Томске

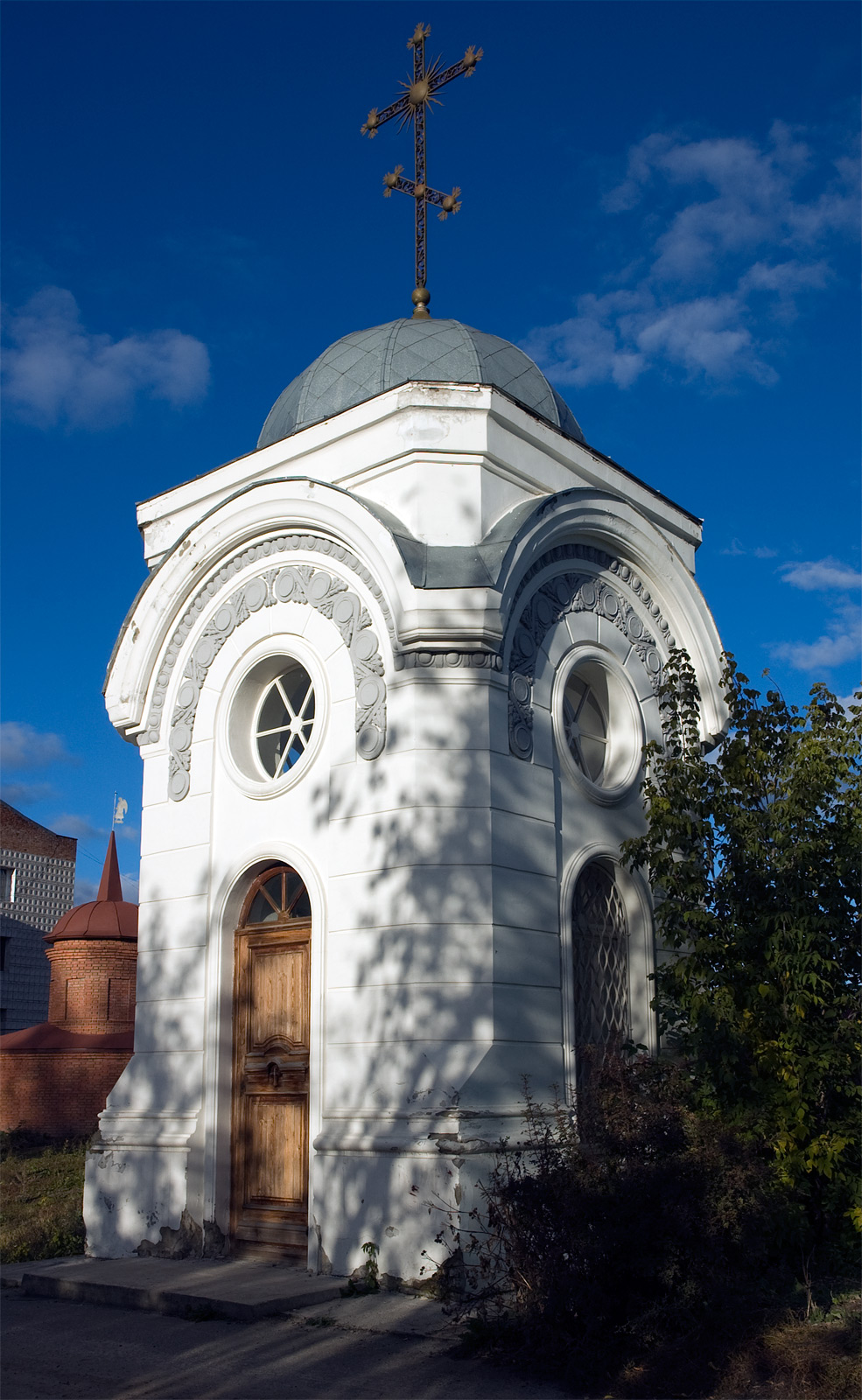
Часовня-памятник на могиле старца Фёдора Кузьмича, восстановлена в 2001 году

- Часовня-памятник на могиле старца Фёдора Кузьмича в Алексеевском монастыре (1903 г., восстановлена в 2001 г.)
- Здание типографии «Сибирского товарищества печатного дела» на углу Дворянской (ныне — Гагарина) улицы и Ямского (ныне — Нахановича) переулка (1906—1908).
- Деревянный костёл во имя Св. Николая в селе Бороковка Томской губернии.
- Богадельня Калинина-Шушляева (1911—1912 совместно с Т. Л. Фишелем, ул. Красноармейская, д. 15).
- Особняк М. Д. Михайловского (Собственный дом, 1911, ул. Белинского, д. 23).
- «Дом охотника» (недоступная ссылка) (бывший дом купца Александра Флегонтовича Громова, ул. Гагарина, д. 42)
- Особняк (недоступная ссылка) по улице Вершинина, д. 12.
- Предположительно является автором «дома с драконами» (особняк И. А. Быстржицкого, ул. Красноармейская, д. 68) и здания нотариальной конторы (недоступная ссылка) (доходный дом В. И. Василькова, ул. Кузнецова, д. 17)
- Проекты государственного банка (1914, не осуществлён) и биржи труда (1910, не осуществлён).
- Эскизный проект Мухинобугорского училища (доработан Л. С. Князевым, строительство 1911—1913 года)
- Кожевенный завод торгового дома «Г. Голованов и сыновья» (проект 1913 года).
- Проект народного дома в Томске в 1910 г. (2 премия)
- Предположительно выполнил проект краснокирпичной готической часовни во имя Св. Антония, возведённой в 1911 году на польском кладбище Томска, где был погребён в 1905 году его отец (в начале 1930-х годов была снесена).

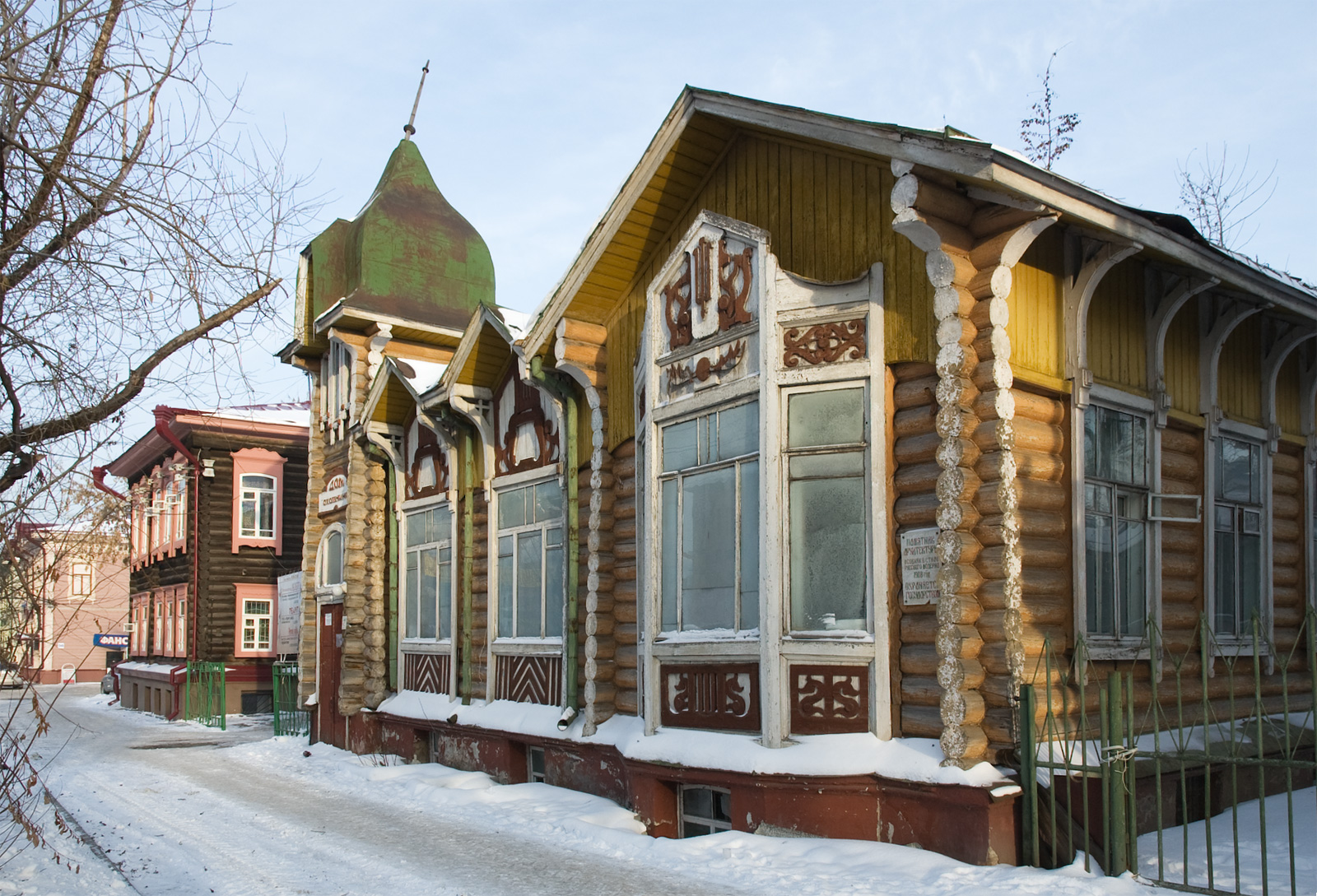
«Дом охотника»

## Работы в других городах
Неоднократно участвовал в архитектурных конкурсах
- на постройку здания исторического музея в Петербурге в 1908 г. (совместно с А. Д. Крячковым, 4 премия),
- театра в Ярославле в 1908 г. (совместно с А. Д. Крячковым, 3 премия),
- торгового корпуса в Омске в 1912 г. (2 премия),
- здания управления железной дороги в Омске в 1912 г. (1 премия).